# Marienpilgerweg Kärnten

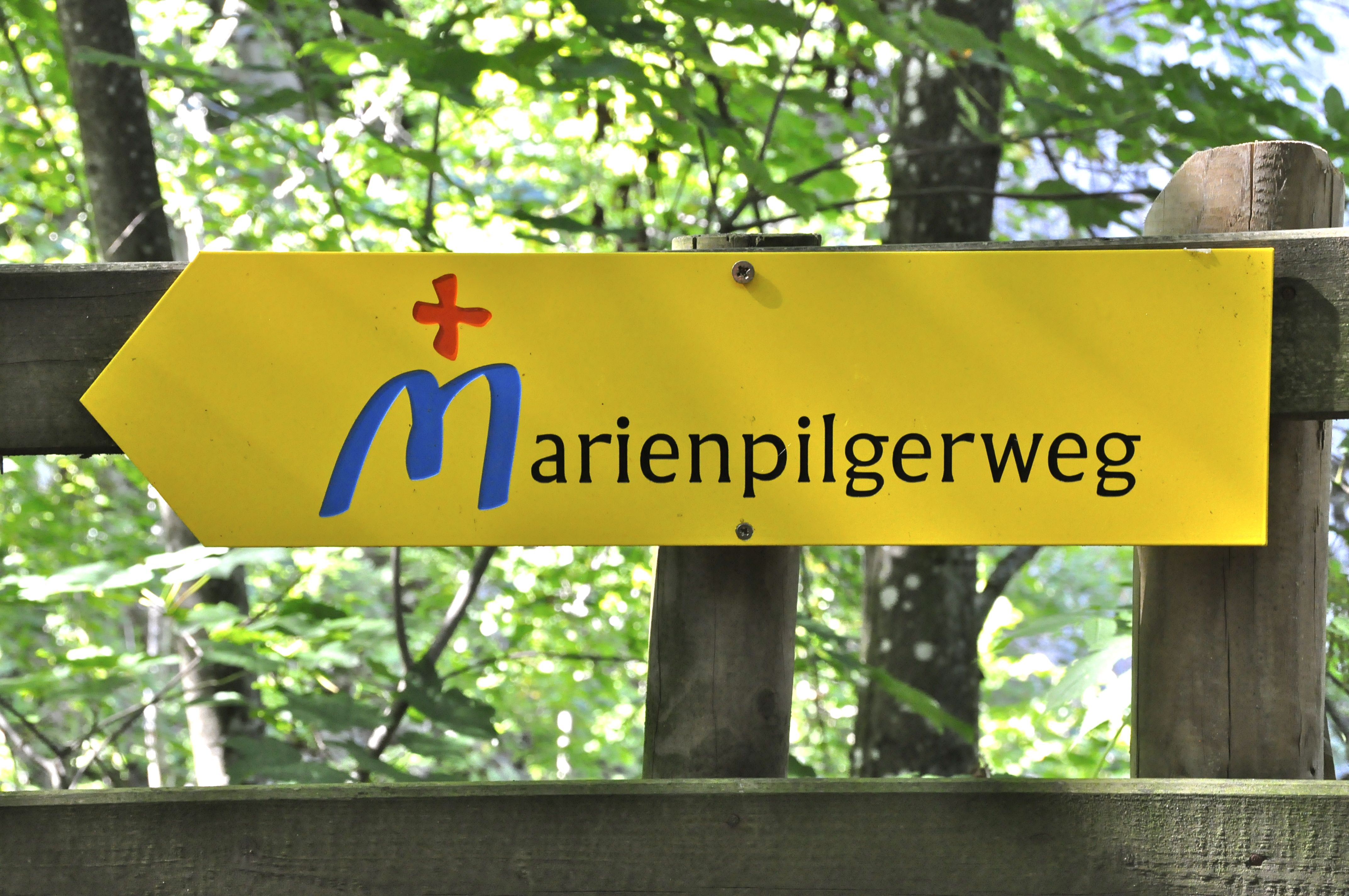

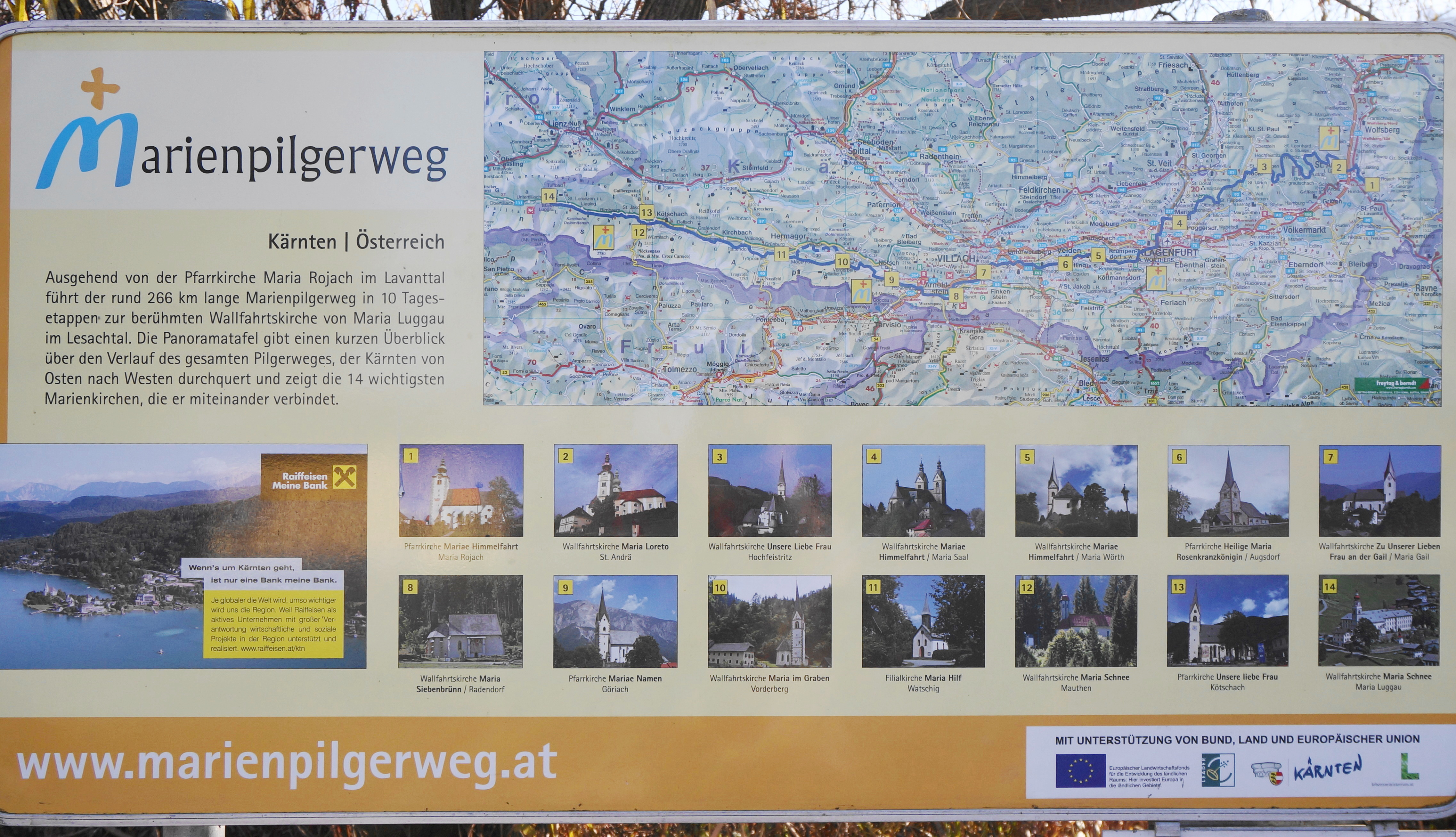
Marienpilgerweg Schautafeln von Maria Rojach bis Maria Luggau

Der Marienpilgerweg Kärnten ist ein Pilgerweg in Kärnten, der auf einer Länge von 266 Kilometer vierzehn Marienkirchen verbindet und in zehn Etappen eingeteilt ist.

## Entstehung
Konzipiert wurde der Pilgerweg von Werner Lexer, der im November 2009 mit Marienverehrern aus Kärnten den Verein Marienpilgerweg e.V. gründete. Im Jahr 2010 wurden über 500 Wegweiser entlang des Pilgerwegs aufgestellt. Im Mai 2011 erfolgte die Eröffnung und Segnung des Weges mit Bischofsmessen in St. Andrä und Maria Luggau.

## Marienkirchen auf der Strecke
- Pfarrkirche Maria Rojach Mariä Himmelfahrt / Maria Rojach
- Wallfahrtskirche Maria Loreto / St. Andrä
- Pfarrkirche Hochfeistritz Unsere Liebe Frau / Hochfeistritz
- Propstei- und Wallfahrtskirche Maria Saal Mariä Himmelfahrt / Maria Saal
- Kirchenanlage Maria Wörth Maria Himmelfahrt / Maria Wörth
- Pfarrkirche Augsdorf Rosenkranzkönigin / Augsdorf
- Wallfahrtskirche Maria Gail Unsere lieben Frau / Maria Gail
- Wallfahrtskirche Maria Siebenbrünn / Radendorf in Arnoldstein
- Pfarrkirche Göriach Mariä Namen / Göriach in Hohenthurn
- Wallfahrtskirche Maria im Graben / Vorderberg
- Filialkirche Watschig Maria Hilf / Watschig in Hermagor-Pressegger See
- Wallfahrtskirche Maria Schnee / Mauthen
- Pfarrkirche Kötschach Unsere liebe Frau / Kötschach
- Wallfahrtskirche Maria Luggau Maria Schnee / Maria Luggau